# Edwin Long

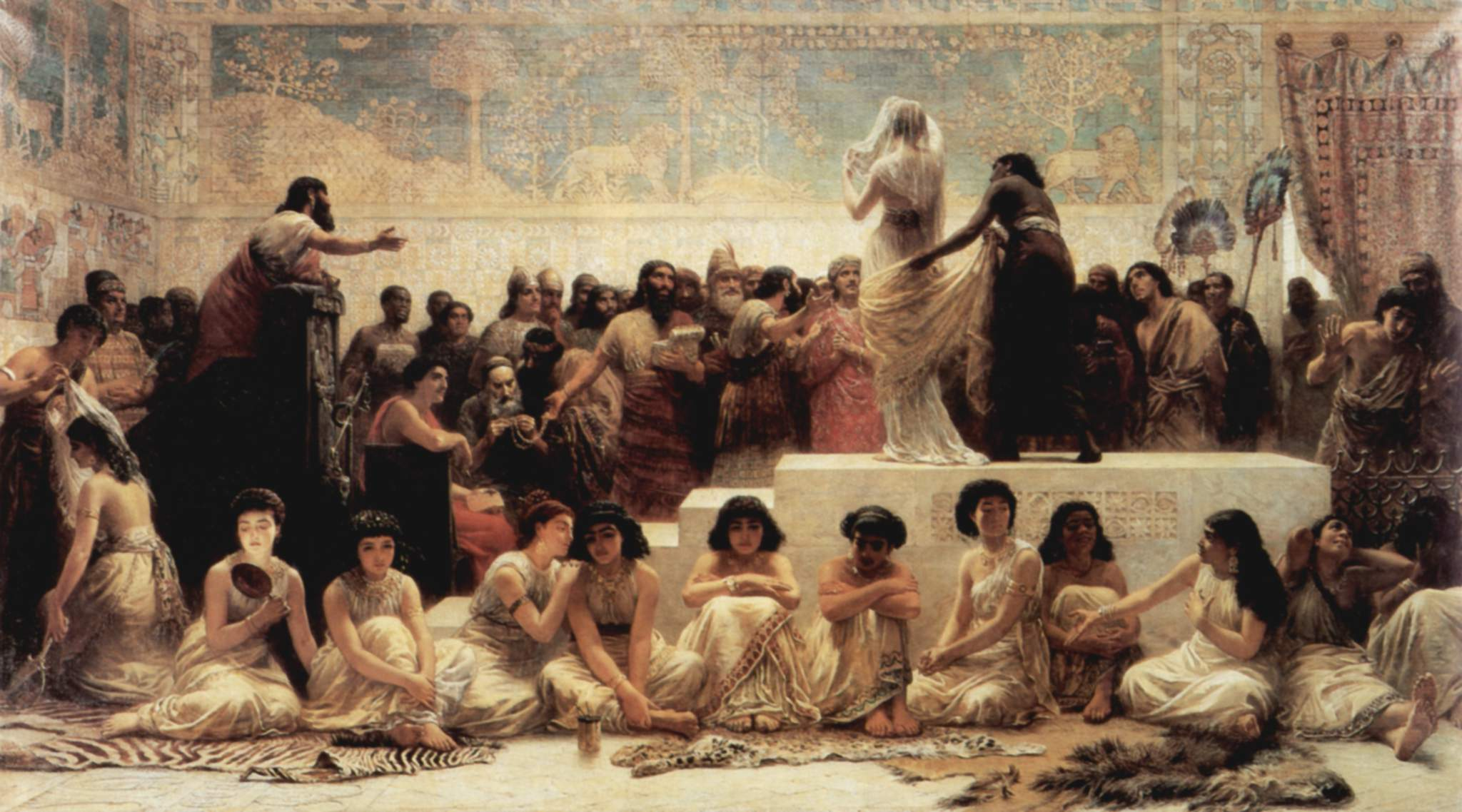
Targ kobietami w Babilonie, 1875

Edwin Longsden Long (ur. 1829 w Bath, zm. 1891) – brytyjski malarz akademicki.
Urodził się w Bath, już w dzieciństwie wykazał się talentem do rysowania. Studiował w Royal Academy od 1849, brał lekcje u Johna Phillipa, który zachęcił go do pierwszego wyjazdu do Hiszpanii. Później odwiedzał ten kraj regularnie, aż 1873 roku. W 1874 odwiedził Egipt i Syrię i wtedy całkowicie poświęcił się tematyce orientalnej.
Long był malarzem historycznym, zainteresowanym tematyką biblijną i orientalną, na jego twórczość miały wpływ podróże jakie odbył do Hiszpanii i na Bliski Wschód. Jego prace odznaczały się dbałością o detal i zgodnością z wiedzą historyczną. Jego najbardziej znanym obrazem był The Babylonian Marriage Market z 1875 r., w którym prowokacyjnie przedstawił targ kobietami w starożytnym Babilonie, drobiazgowo rekonstruując szczegóły architektury, dekoracji i strojów dawnej cywilizacji.

## Dzieła
- The Suppliants (1864)
- A Spanish Flower Seller (1867)
- The Gamekeeper (1869)
- A Street Scene in Spain (1871)
- The Approval (1873)

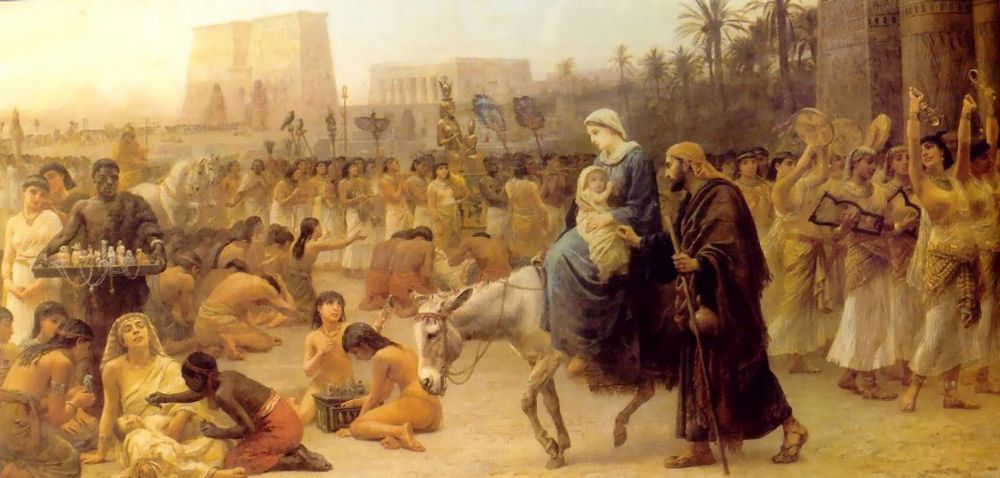
Anno Domini, 1883

- The Moorish proselytes of Archbishop Ximines (1873)
- The Babylonian Marriage Market (1875)
- An Egyptian Feast (1877)
- The Gods and their Makers (1878)
- Queen Esther, (1878)
- Vashti Refuses the King's Summons (1879)
- The Eastern Favourite (1880)
- To Her Listening Ear Responsive Chords of Music Came Familiar (1881)
- Anno Domini (1883)
- Glauke: Pensive (1883)
- The Chosen Five (1885)
- Eastern Lily (1885)
- Jepthah's Vow: the Martyr (1885)
- Love's Labour Lost (1885)
- The Finding of Moses (1886)
- Alethe Attendant of the Sacred Ibis in the Temple of Isis (1888)
- Sacred to Pasht (1888)
- Preparing For The Festival Of Anubis (1889)